# Opposing Force
『Opposing Force』（オポージングフォース）は、『ハーフライフ』をベースにしたファーストパーソン・シューティングゲーム（FPS）である。1999年に発売された。開発はGearbox Software、パブリッシングは『ハーフライフ』と同じくSierra Studiosが行った。『ハーフライフ』では敵役であった海兵隊員を主人公に据え、本編と同じ舞台・同じ時間軸を、別の視点で進んでいくストーリーになっている。

## ストーリー
政府が管理する研究施設「ブラックメサ研究所」で大規模な爆発事故が発生した。事故を揉み消すため軍が派遣されたが、謎のエイリアンによる猛攻を受け、主人公・シェパード伍長の乗ったV-22 オスプレイも撃墜されてしまう。幸運にも生き延びたシェパードだったが打撃を受けた本隊は撤退し、研究所に取り残されることとなった。シェパードは同じく生き残った仲間と合流、首謀者と目される「ゴードン・フリーマン」を追って施設の深部へ足を踏み入れる。

## 概要
開発はGearbox Softwareで、『ハーフライフ』本編とは異なる。当初は拡張パックとして発表され『ハーフライフ』本体が必要であったが、その後単体作品として購入可能になった。『ハーフライフ』のシステム上に構築されたゲームであるが、武器やエイリアンは本編より多く、ロープアクションや味方の特殊技能を用いた謎解きなど、ゲームシステムとして強化された点もある。
ストーリーは本編と同じ舞台・同じ時間軸である。本編の主人公ゴードン・フリーマンとの対決はないものの、本編でフリーマンが行ったことを別の視点から見ている、といった場面は数多く盛り込まれている。また、本編で謎のままだった事項が一部『Opposing Force』で説明されているなど、ストーリー上は本編を補完する位置付けにある。

## シングルプレイ

### ゲームモード
本編同様、3段階の難易度+トレーニングモードが選択できる。トレーニングモードは「Boot Camp」という名称になっており、軍の訓練施設のような演出になっている。

### 登場キャラクター

#### 人間
エイドリアン・シェパード
プレイヤーキャラクター。アリゾナ州サンテゴ基地所属の海兵隊Hazardous Environment Combat Unit（HECU、有害環境戦部隊）の兵士で、階級は伍長。研究所制圧に派遣されるが輸送機が撃墜され、身一つで地獄となったブラックメサに降り立つ事となる。22歳。『ハーフライフ』本編に登場した海兵隊員たちと違い、研究所のスタッフや警備員とも積極的に協力する。
海兵隊
シェパードの同僚で、本作においては味方。3タイプが登場する。
ソルジャー
戦闘専門の兵士。MP5、ショットガン、SAWのいずれかと、手榴弾を装備している。
エンジニア（工兵）
アセチレンバーナーを持っており、開かないドアを焼き切る事ができる。エンジニアがいないと進めない場所もある。戦闘時の武器はデザートイーグル。
メディック（衛生兵）
体力を回復してくれる。プレーヤーだけでなく他の兵士の回復もできる。戦闘時の武器はグロック17。
暗殺者
軍の特殊部隊で正式名称は「Black Operations」（Black Ops）。海兵隊の作戦失敗を受けて派遣されてきた。研究所全てを消滅させるのが目的で、そのために核爆弾を持ち込んでいる。本来は友軍だが、「海兵隊は撤退済みで誰も残っていない」ことになっており、シェパード達にも容赦なく銃口を向けてくる。本編では女性だけだったが、男性の暗殺者も登場する。
研究員
ブラックメサ研究所の職員。戦闘能力はないが、体力の回復やドアの開錠を行ってくれたりする。自分たちを殺しにきた海兵隊におびえることも。
警備員
ブラックメサ研究所の警備員。銃で武装している。本来は敵であったが、同じ境遇となったシェパードには協力してくれる。Half-Life本編ではグロック17を持った警備員だけだったが、本作にはデザートイーグルを持った警備員も登場。
G-Man
序盤から頻繁に姿を現す謎の男。本編同様、ネクタイにスーツ姿でアタッシュケースを持っている。ブラックメサでの事件の3か月前のシェパードのブートキャンプにも既に姿を見せている。

#### エイリアン
本編に登場したものに加え、新しいエイリアンが数種類追加されている。ここでは追加分のみ記載する。表記は50音順。
ゴノム
ゾンビがより変化した存在。通常のゾンビより一回り大きく、裂けていた胸部分は巨大な口と化している。ゾンビより速く、耐久力も高い。遠距離からでも自分の内臓を投げて攻撃してくる。
ショックトルーパー
大きな一つ目と四本腕を持つエイリアン。右下の腕にショックローチが寄生しており、それによる電撃弾が主武器。またスポアランチャーと同じ胞子爆弾を、手榴弾のように扱う。体力はかなり高いが、目を撃ち抜けば一撃で倒せる。死ぬとショックローチが分離する。
ショックローチ
ショックトルーパーについている寄生生物で、大顎を持った昆虫のような外見。プレイヤーの腕に飛び掛かり、強引に寄生してしまう。寄生されると、以後は武器「ショックライフル」として使用可能になる（寄生によるデメリットは特にない）。既に寄生されている場合は攻撃してくるが、宿主なしではごく短時間しか生きられない。
ゾンビ
本編にもいた研究員ゾンビの他、警備員ゾンビ、海兵隊ゾンビが出現する。防具を着けているため耐久力が高い。
ピットドローン
鎌のような両腕を持ち、二脚で高速で走るエイリアン。集団で登場し、接近戦では脅威となる。ほかにも、放射性のある鋭い棘を吐いて攻撃してくる。
ピットワーム
一つ目をした、ムカデとイモムシを足したような外観の巨大エイリアン。爪と、目から放つ怪光線が武器。目を攻撃すれば怯むものの、プレイヤーの武器ではダメージにならない。本編のテンタクルと同じような立場の中ボスとして登場し、特殊なイベントによって倒す事になる。
ヴォルティゴア
多脚戦車と節足動物を足したようなフォルムをした大型エイリアン。溜めてから放つ強力な電撃弾が武器。近くにいれば爪攻撃も行う。死ぬ時は爆発し、近くにいるとダメージを受ける。凶暴で耐久力も高いが、大きな体が災いし狭い場所を通ることができない。卵生で、孵化したばかりのベビーヴォルティゴアも登場する。こちらは電撃は放てず、耐久力も低い。

### 登場する武器
全17種類。
パイプレンチ
本来は工具だが、鈍器として使用する。攻撃速度は遅いが威力が高く、ゾンビなら強打を頭に当てれば即死させられる。セカンダリボタンを押し続けると振りかぶった状態を維持できる。
- プライマリ：打撃
- セカンダリ：振りかぶっての強打

ファイティングナイフ 
接近戦用の武器。パイプレンチより攻撃速度が速く、本編のバールと同じくらいである。威力はバールより若干高い。
- プライマリ：攻撃
- セカンダリ：なし

バーナクルガン
ブラックメサで開発された生物兵器で、エイリアンのバーナクルを利用したもの。ボタンを押している間触手が伸びていき、生物に当たると絡め取って引っ張る。小さな敵の場合は手元に引き寄せ、そのまま噛み砕いてしまう。大きなものや動かないものの場合は逆に自分が引き寄せられ、これによりジャンプでは到達できない場所に上ったりできる。
- プライマリ：触手
- セカンダリ：なし

拳銃（グロック17）
本編と同じ。
デザートイーグル
海兵隊が使用する強力な自動拳銃。.357Mag仕様。本編のマグナム（コルト・パイソン）より威力は若干劣るが、連射が効きリロードも速い。レーザーポインターを起動すると精度が飛躍的に向上する。レーザーをオフにすると早い連射が出来るが、命中率は大幅に低下する（全武器中でも最悪のレベル）。
- プライマリ：発砲
- セカンダリ：レーザーサイトのオン/オフ切り替え
- 装弾数：7、予備弾:36

マシンガン（H&K MP5）
本編と同じ。
ショットガン（フランキ・スパス12）
本編と同じ。
RPG
本編と同じ。
手榴弾（マークII手榴弾）
本編と同じ。
リモコン爆弾（サッチェルチャージ）
本編と同じ。
トリップマイン
レーザーセンサー付き爆弾。本編と違い、上に乗ることは出来なくなっている。
スナーク
エイリアンの幼生。本編と同じ。
SAW（ミニミ軽機関銃）
海兵隊が使用する分隊支援火器。命中率が悪くリロードも遅いが、威力は高い。発射中は反動で後退してしまう。
- プライマリ：発砲
- セカンダリ：なし
- 装弾数：50、予備弾:200

ディスプレイサー
その場でポータル（瞬間移動の入口）を作りだす装置。プライマリではポータルを前方へ射出し、当たった敵を消し飛ばしてしまう。またポータル消滅時には強烈な衝撃波が発生し、周囲にも大ダメージを与える。作動も弾速も遅いが、当たればどんな強敵でも一撃で倒せる。
セカンダリは効果がまったく異なり、自分をXenへテレポートさせる。Xenには回復用のアイテムや弾薬が落ちているので緊急時に回復する事も可能。
エネルギー制でプライマリは20、セカンダリは60を消費する。
- プライマリ：攻撃
- セカンダリ：Xenへ移動
- 最大エネルギー：100

スナイパーライフル（M40A1）
海兵隊が使用する狙撃銃。本編のクロスボウと違い、即着弾するので使い勝手が良い。スコープ付で、遠距離からでも正確な射撃が可能。一発の威力は大きいが、ボルトアクションのため連射はできない。
- プライマリ：発砲
- セカンダリ：ズーム
- 装弾数：5、予備弾:15

スポアランチャー
ブラックメサで研究中の生物兵器。野球ボール大の胞子爆弾をグレネードランチャーのように発射する。プライマリ弾は何かに当たると即爆発、セカンダリ弾は壁や床で跳ね回ってから爆発する。研究所内にはあちこちXenの原生生物に侵食されて胞子が生えている部分があり、そこから胞子を採取する事が可能。取ってもしばらく経つとまた生えてくるので、無限に補給できる。
- プライマリ：炸裂弾
- セカンダリ：バウンド弾
- 装弾数：5、予備弾:20

ショックライフル
高速で飛ぶ電撃弾を発射する武器（と言うより、勝手に腕に寄生してきたエイリアン）。弾は10発だが時間とともに自然回復する。本編のハイブハンドと似ているが誘導弾はなく、またハイブハンドは他の武器に持ち替えている時にも弾が補充されたがこれにはそれはない。電撃であるため、水中で撃つと自分が感電死してしまう。
- プライマリ：電撃発射
- セカンダリ：エイリアンが動く（意味なし）
- 弾数：10（自然回復）

1. ↑  またこれ以外にコンソールコマンドを使用すれば本作品には登場していない『ハーフライフ』本編の武器を出現させる事が可能である。

## マルチプレーヤー
本編同様に「Opposing Force:DeathMatch」が搭載されている。「Half-Life DeathMatch」との違いはマップと登場武器。